# Олаверді
Олаверді (груз. ოლავერდი) — село в Грузії. Розташоване на плато Ахалкалакі, на березі річки Олаверді (басейн річки Фараван), на висоті 1940 м над рівнем моря. Це 14 кілометрів від міста Ахалкалакі.
За даними перепису населення 2014 року в селі проживає 694 особи.